# Anthony Fontana
Anthony Fontana (Newark, 14 ottobre 1999) è un calciatore statunitense, centrocampista dei Colorado Springs Switchbacks.

## Biografia
Possiede il passaporto italiano per via delle sue origini.

## Caratteristiche tecniche
Di ruolo un trequartista, può giocare anche da ala e da seconda punta.

## Carriera

### Club
Il 17 luglio 2017 firma il suo primo contratto professionistico con il Philadelphia Union, valido a partire dal 1º gennaio 2018, e il giorno stesso gioca per la prima volta con la squadra nell'amichevole (non ufficiale) contro lo Swansea City. Il 3 marzo seguente debutta con il club andando pure in gol nel successo per 2-0 contro il New England Revolution.
Rimasto svincolato al termine della stagione 2021, il 18 febbraio 2022 firma un contratto di 2 anni e mezzo con l'Ascoli.
Il 31 gennaio 2023, dopo avere trovato poco spazio, rescinde il proprio contratto coi marchigiani.

### Nazionale
Nel 2018 con la nazionale Under-20 statunitense ha preso parte al Campionato nordamericano Under-20 2018.

## Statistiche

### Presenze e reti nei club
Statistiche aggiornate al 29 gennaio 2023.
| Stagione                  | Squadra                   | Campionato                | Campionato | Campionato | Coppe nazionali | Coppe nazionali | Coppe nazionali | Coppe continentali | Coppe continentali | Coppe continentali | Altre coppe | Altre coppe | Altre coppe | Totale | Totale |
| Stagione                  | Squadra                   | Comp                      | Pres       | Reti       | Comp            | Pres            | Reti            | Comp               | Pres               | Reti               | Comp        | Pres        | Reti        | Pres   | Reti   |
| ------------------------- | ------------------------- | ------------------------- | ---------- | ---------- | --------------- | --------------- | --------------- | ------------------ | ------------------ | ------------------ | ----------- | ----------- | ----------- | ------ | ------ |
| 2018                      | Philadelphia Union        | MLS                       | 5          | 1          | USOC            | 1               | 1               | -                  |                    |                    | -           |             |             | 6      | 2      |
| 2019                      | Philadelphia Union        | MLS                       | 8          | 1          | USOC            | 1               | 1               | -                  |                    |                    | -           | 0           | 0           | 9      | 2      |
| 2020                      | Philadelphia Union        | MLS                       | 18+1       | 6          | -               | 0               | 0               | CCL                | 4                  | 2                  | -           | 0           | 0           | 23     | 8      |
| 2021                      | Philadelphia Union        | MLS                       | 12+1       | 0          | -               |                 |                 | -                  |                    |                    | -           | 0           | 0           | 13     | 0      |
| Totale Philadelphia Union | Totale Philadelphia Union | Totale Philadelphia Union | 45+2       | 8          |                 | 2               | 2               |                    | 4                  | 2                  |             |             |             | 53     | 12     |
| gen.-giu. 2022            | Ascoli                    | B                         | 1          | 0          | CI              | 0               | 0               | -                  | -                  | -                  | -           | -           | -           | 1      | 0      |
| 2022-gen. 2023            | Ascoli                    | B                         | 1          | 0          | CI              | 1               | 1               | -                  | -                  | -                  | -           | -           | -           | 2      | 1      |
| Totale Ascoli             | Totale Ascoli             | Totale Ascoli             | 2          | 0          |                 | 1               | 0               |                    | -                  | -                  |             |             |             | 3      | 0      |
| Totale carriera           | Totale carriera           | Totale carriera           | 47+2       | 8          |                 | 3               | 2               |                    | 4                  | 2                  |             |             |             | 56     | 12     |

## Palmarès

### Club
- MLS Supporters' Shield: 1

Philadelphia Union: 2020